# The Madness (Madness)
The Madness è il settimo album discografico in studio del gruppo musicale britannico Madness, il primo pubblicato a nome The Madness, dopo la riformazione del gruppo come quartetto. Il disco è uscito nel 1988.

## Tracce
1. Nail Down the Days (Smyth) - 4:34
2. What's That (Smyth) - 3:34
3. I Pronounce You (Thompson/Smyth/West) - 4:38
4. Oh (Smyth) - 3:57
5. In Wonder (McPherson) - 4:58
6. Song in Red (Smyth) - 3:39
7. Nightmare Nightmare (McPherson) - 4:30
8. Thunder and Lightning (McPherson/Foreman) - 3:13
9. Beat The Bride (Thompson/Smyth) - 3:57
10. Gabriel's Horn (Smyth) - 6:15

Tracce bonus nell'edizione CD
1. 11th Hour (McPherson/Foreman) - 4:31
2. Be Good Boy (Thompson/Foreman) - 4:26
3. Flashings (Smyth/McPherson) - 3:21
4. 4 B.F. (Thompson) - 2:54

## Formazione
Gruppo
- Graham McPherson (Suggs) – voce
- Cathal Smyth (Chas Smash) – voce
- Chris Foreman – chitarra, sitar
- Lee Thompson – sassofono

Altri musicisti
- Steve Nieve - tastiere
- Bruce Thomas - basso
- Simon Phillips - batteria